# Sagar (Distrikt)
Sagar ist ein Distrikt im indischen Bundesstaat Madhya Pradesh. Verwaltungssitz ist die gleichnamige Stadt Sagar.

## Geographie
Der Distrikt Sagar liegt an der Grenze zum Bundesstaat Uttar Pradesh und grenzt im Norden an Uttar Pradesh, im Nordosten an den Distrikt Chhattarpur, im Osten an den Distrikt Damoh, im Süden an den Distrikt Narsimhapur, im Südwesten an den Distrikt Raisen, im Westen an den Distrikt Vidisha sowie im Nordwesten an den Distrikt Ashoknagar. Beinahe der gesamte Distrikt liegt auf dem Malwa-Plateau. Im Süden des Distrikts hat es Anteil am Bergland des Vindhyagebirges.

## Bevölkerung

### Einwohnerentwicklung
In den ersten Jahrzehnten des 20. Jahrhunderts wuchs die Bevölkerung nur schwach an. Dies wegen Seuchen, Krankheiten und Hungersnöten. Seit der Unabhängigkeit Indiens hat sich die Bevölkerungszunahme beschleunigt. Während die Bevölkerung in der ersten Hälfte des 20. Jahrhunderts um rund 35 % zunahm, betrug das Wachstum in den fünfzig Jahren zwischen 1961 und 2011 199 %. Die Bevölkerungszunahme zwischen 2001 und 2011 lag bei 17,63 % oder rund 356.000 Menschen. Offizielle Bevölkerungsstatistiken der heutigen Gebiete sind seit 1901 bekannt und veröffentlicht.
| Jahr      | 1901    | 1911    | 1921    | 1931    | 1941    | 1951    | 1961    | 1971      | 1981      | 1991      |
| Einwohner | 469.686 | 541.256 | 528.384 | 544.928 | 597.049 | 636.191 | 796.547 | 1.062.291 | 1.323.132 | 1.647.736 |

### Bedeutende Orte
Im Distrikt gibt es zwar zwanzig Orte, die als Städte (towns und census towns) gelten. Dennoch ist der Anteil der städtischen Bevölkerung im Distrikt eher gering. Denn nur 708.796 der 2.378.458 Einwohner oder 29,80 % leben in städtischen Gebieten. Die größte Stadt ist der Distriktshauptort Sagar. Die drei Städte mit mehr als 50.000 Bewohnern sind:
Weitere Städte mit mehr als 20.000 Bewohnern sind Sagar Cantonment (40.513 Einwohner), Garhakota (32.726 Einwohner), Rahatgarh (31.537 Einwohner), Banda (30.923 Einwohner), Rehli (30.329 Einwohner), Deori (25.632 Einwohner), Rajakhedi (24.232 Einwohner), und Makronia Buzurg (23.861 Einwohner).

### Bevölkerung des Distrikts nach Geschlecht
Der Distrikt hat selbst für indische Verhältnisse einen ungewöhnlich hohen Überhang an männlichen Einwohnern. Doch in jüngster Zeit ist der Männerüberhang zurückgegangen. Bei den jüngsten Bewohnern (356.903 Personen unter 7 Jahren) liegen die Anteile bei 185.400 Personen männlichen (51,95 Prozent) zu 171.503 Personen (48,05 Prozent) weiblichen Geschlechts.
| Verteilung der Bevölkerung nach Geschlecht im Distrikt Sagar |                   |                   |                   |                   |                   |                   |                   |                   |                   |                   |                   |                   |
|                                                              | Volkszählung 1961 | Volkszählung 1961 | Volkszählung 1971 | Volkszählung 1971 | Volkszählung 1981 | Volkszählung 1981 | Volkszählung 1991 | Volkszählung 1991 | Volkszählung 2001 | Volkszählung 2001 | Volkszählung 2011 | Volkszählung 2011 |
| Anzahl                                                       | Anteil            | Anzahl            | Anteil            | Anzahl            | Anteil            | Anzahl            | Anteil            | Anzahl            | Anteil            | Anzahl            | Anteil            |                   |
| GESAMT                                                       | 796.547           | 100 %             | 1.062.291         | 100 %             | 1.323.132         | 100 %             | 1.647.736         | 100 %             | 2.021.987         | 100 %             | 2.378.458         | 100 %             |
| Männer                                                       | 414.834           | 52,08 %           | 561.318           | 52,84 %           | 699.570           | 52,78 %           | 876.079           | 53,17 %           | 1.073.205         | 53,08 %           | 1.256.257         | 52,82 %           |
| Frauen                                                       | 381.713           | 47,92 %           | 500.973           | 47,16 %           | 623.562           | 47,22 %           | 771.657           | 46,83 %           | 948.782           | 46,92 %           | 1.122.201         | 47,16 %           |

### Volksgruppen
In Indien teilt man die Bevölkerung in die drei Kategorien general population, scheduled castes und scheduled tribes ein. Die scheduled castes (anerkannte Kasten) mit (2011) 501.630 Menschen (21,09 Prozent der Bevölkerung) werden heutzutage Dalit genannt (früher auch abschätzig Unberührbare betitelt). Die scheduled tribes sind die anerkannten Stammesgemeinschaften mit (2011) 221.936 Menschen (9,33 Prozent der Bevölkerung), die sich selber als Adivasi bezeichnen. Zu ihnen gehören in Madhya Pradesh 46 Volksgruppen. Mehr als 5000 Angehörige zählen die Gond (126.195 Personen oder 5,31 % der Distriktsbevölkerung), Saur (71.454 Personen oder 3,00 % der Distriktsbevölkerung) und Sahariya (6199 Personen oder 0,26 % der Distriktsbevölkerung).

### Bevölkerung des Distrikts nach Bekenntnissen
Der Distrikt hat eine deutliche hinduistische Mehrheit. Mit den Muslimen und den Jainas (Dschainas) gibt es zwei kleinere religiöse Minderheiten.
Mit Ausnahme des Tehsils Rahatgarh (83,19 % Anteil an der dortigen Bevölkerung) bilden die Hindus in allen Tehsils mehr als neunzig Prozent der jeweiligen Einwohnerschaft. In den städtischen Gebieten sind knapp mehr als zehn Prozent Muslime und mehr als sechs Prozent Jainas. Auf dem Land dagegen sind 1.620.320 der 1.669.662 Bewohner oder 97,04 % Anhänger des Hinduismus.
Im Distriktshauptort Sagar leben 27.889 Muslime und 19.974 Dschainas. Dort liegt der Anteil der Hindus bei nur 81,53 %. Die Hochburgen der Muslime sind die Städte Rahatgarh, wo 16.625 der 31.537 Bewohner (52,72 %) muslimisch sind und Sagar Cantonment (22,57 % Muslime). In den Städten Bamora und Banda Shahgarh stellen die Jainas mehr als zehn Prozent der Einwohner. Und in der Stadt Dhana übersteigt der Anteil der Sikhs die Marke von zehn Prozent. Die genaue religiöse Zusammensetzung der Bevölkerung zeigt folgende Tabelle:
| Jahr                                   | Buddhisten | Buddhisten | Christen | Christen | Hindus    | Hindus | Jainas | Jainas | Muslime | Muslime | Sikhs | Sikhs | Andere Religionen | Andere Religionen | keine Angaben | keine Angaben | Gesamt    | Gesamt   |
| Jahr                                   | Zahl       | %          | Zahl     | %        | Zahl      | %      | Zahl   | %      | Zahl    | %       | Zahl  | %     | Zahl              | %                 | Zahl          | %             | Zahl      | %        |
| -------------------------------------- | ---------- | ---------- | -------- | -------- | --------- | ------ | ------ | ------ | ------- | ------- | ----- | ----- | ----------------- | ----------------- | ------------- | ------------- | --------- | -------- |
| 2011                                   | 991        | 0,04       | 5580     | 0,23     | 2.198.297 | 92,43  | 62.992 | 2,65   | 103.480 | 4,35    | 4146  | 0,17  | 168               | 0,01              | 2804          | 0,12          | 2.378.458 | 100,00 % |
| Quelle: Ergebnis der Volkszählung 2011 |            |            |          |          |           |        |        |        |         |         |       |       |                   |                   |               |               |           |          |

### Bevölkerung des Distrikts nach Sprachen
Die Bevölkerung des Distrikts Sagar ist sprachlich einheitlich. Denn es sprechen 2.343.233 Personen (98,52 % der Bevölkerung) Hindi-Sprachen und -Dialekte. Unter den Hindi-Sprachen und -Dialekten dominieren Alltagshindi und Bundelkhandi ganz klar. Knapp mehr als die Hälfte der Einwohnerschaft gibt Alltagshindi und rund 43 % Bundelkhandi als Muttersprache an. Mit dem sprachlich nahe verwandten Urdu (manchmal zusammengefasst als Hindustani) können sich 2.356.748 Einwohner oder 99,09 % der Distriktsbevölkerung problemlos untereinander verständigen.
Alltagshindi, Bundelkhandi und Urdu sind die einzigen einheimischen Sprachen. Alle anderen Sprachen sind unter Zugewanderten verbreitet. In den Städten gibt es mit dem Schwerpunkt Sagar zahlreiche Zugewanderte aus anderen Teilen Indiens. Die meistgesprochenen Sprachen zeigt die folgende Tabelle:
| Jahr                                   | Hindi     | Hindi | Bundelkhandi | Bundelkhandi | Urdu   | Urdu | Sindhi | Sindhi | Panjabi | Panjabi | Marathi | Marathi | Gujarati | Gujarati | Bengali | Bengali | Gesamt    | Gesamt   |
| Jahr                                   | Zahl      | %     | Zahl         | %            | Zahl   | %    | Zahl   | %      | Zahl    | %       | Zahl    | %       | Zahl     | %        | Zahl    | %       | Zahl      | %        |
| -------------------------------------- | --------- | ----- | ------------ | ------------ | ------ | ---- | ------ | ------ | ------- | ------- | ------- | ------- | -------- | -------- | ------- | ------- | --------- | -------- |
| 2011                                   | 1.317.138 | 55,38 | 1.021.100    | 42,93        | 13.480 | 0,57 | 8303   | 0,35   | 3389    | 0,14    | 2895    | 0,12    | 1468     | 0,06     | 1188    | 0,05    | 2.378.458 | 100,00 % |
| Quelle: Ergebnis der Volkszählung 2011 |           |       |              |              |        |      |        |        |         |         |         |         |          |          |         |         |           |          |

## Wirtschaft
Der Distrikt Sagar ist noch immer in sehr hohem Maße landwirtschaftlich geprägt, wobei auch Wanderarbeiter bis in die heutige Zeit eine nicht unwichtige Rolle spielen. Nur in den Städten gibt es Industrie und kleinere und größere Geschäfte sowie Handwerksbetriebe, Banken, Hospitäler und weiterführende Schulen.

## Verkehr
Viele Dörfer sind über Buslinien an das regionale Verkehrsnetz angeschlossen. Hinzu kommen als überregionale Straßenverbindungen mehrere National Highways und State Highways. Auf dem Gebiet des Distrikts gibt es an den verschiedenen Linien insgesamt 14 Bahnhöfe.

## Verwaltungsgliederung
Der Distrikt ist in die 12 Tehsils Banda, Bina, Deori, Garhakota, Jaisinagar, Kesli, Khurai, Malthone, Rahatgarh, Rehli, Sagar und Shahgarh gegliedert. Der Distrikt bestand (laut District Census Hand Book) bei der letzten Volkszählung 2011 aus 20 Städten und 1901 bewohnten Dörfern mit zehn Stadtverwaltungen und 753 Dorfverwaltungen.

## Geschichte
Bis zum 17. Jahrhundert gibt es keine Aufzeichnungen über das damalige Gebiet. Vom 11. Jahrhundert bis 1735 regierten laut mündlicher Überlieferung Rajas aus dem Klan der Ahir das Land. Im Jahr 1735 verlor Prithwipat, der letzte Raja aus dieser Dynastie, das Gebiet an die Marathen. Verwaltet wurde es von 1735 bis 1818 von Govind Rao Pandit und Nachfolgern aus seiner Familie. Im Jahr 1818 kamen weite Teile des heutigen Distrikts unter die Herrschaft der Britischen Ostindien-Kompanie. Es wurde Teil der britischen Verwaltungseinheit Saugor und Nerbudda. Bis zum Jahr 1860 wurden alle weiteren Gebiete des heutigen Distrikts britisch. Von diesem Jahr an war das Gebiet des heutigen Distrikts Teil der Verwaltungsregion Central Provinces. Nach der indischen Unabhängigkeit kam das Gebiet 1950 zum damals neu geschaffenen Bundesstaat Madhya Pradesh.

## Sehenswürdigkeiten
Von touristischem Interesse sind der Gadpehra Tempel in der Altstadt von Sagar, die Festung Khimlasa in der Nähe von Khurai, Eran in der Nähe von Bamora und das Heiligtum Rangir Mandit.
Natürliche Sehenswürdigkeiten sind der Sagar Lake, der Wasserfall bei Rahatgarh und vor allem das Nauredehi Wildlife Sanctuary im Südosten des Distrikts.